# Louis Moe
Louis Moe, né le 20 avril 1857 à Arendal en Norvège et mort le 23 octobre 1945 à Copenhague au Danemark, est un dessinateur, illustrateur, graveur, lithographe et peintre dano-norvégien, principalement connu pour ses nombreuses illustrations et gravures, notamment pour enfants.
Il a fait toute sa carrière au Danemark, où il a acquis une grande renommée pour ses illustrations pour enfants. Dans une autre partie de son œuvre, plus proche du symbolisme, il a développé des sujets érotiques et décadents.

## Biographie

### Jeunesse et formation
Fils de Hansine Constance Halling et Halvor Georg Theodor Moe, dentiste, Louis Maria Niels Peder Halling Moe naît le 20 avril 1857 à Hove, sur l'île de Tromøy, dans la municipalité d'Arendal en Norvège,,,. Il grandit dans une famille ayant déjà une sensibilité artistique et dessine toute sa jeunesse.
Initialement attiré par la sculpture, il devient l'élève de Julius Middelthun (no) à l'École royale de dessin de Christiania, probablement en 1874-1875. Il choisit finalement d'étudier la peinture et se rend à Copenhague en 1875, où il intègre l'Académie royale des beaux-arts du Danemark l'année suivante. Il y étudie auprès du peintre Frederik Vermehren et du peintre et graveur Jørgen Roed jusqu'en 1882. Il rejoint dans la foulée l'École libre d'études des artistes de Copenhague sous la direction de Laurits Tuxen durant l'hiver 1882-1883,.
Il est aussi ponctuellement l'élève de Carl Locher (1900). Il apprend la gravure à l'eau-forte auprès de Carl Heinrich Bloch et la lithographie auprès de Alfred Jacobsen (da).

### Carrière
En 1897, Louis Moe épouse Inger Møller et à partir de cette année-là, il passe ses étés à quatre mois chaque été dans sa ferme d'été Juvlandsæter (à Vrådal (no), dans le Telemark, au sud de la Norvège). Cette région est une source importante d'inspiration pour Louis Moe.

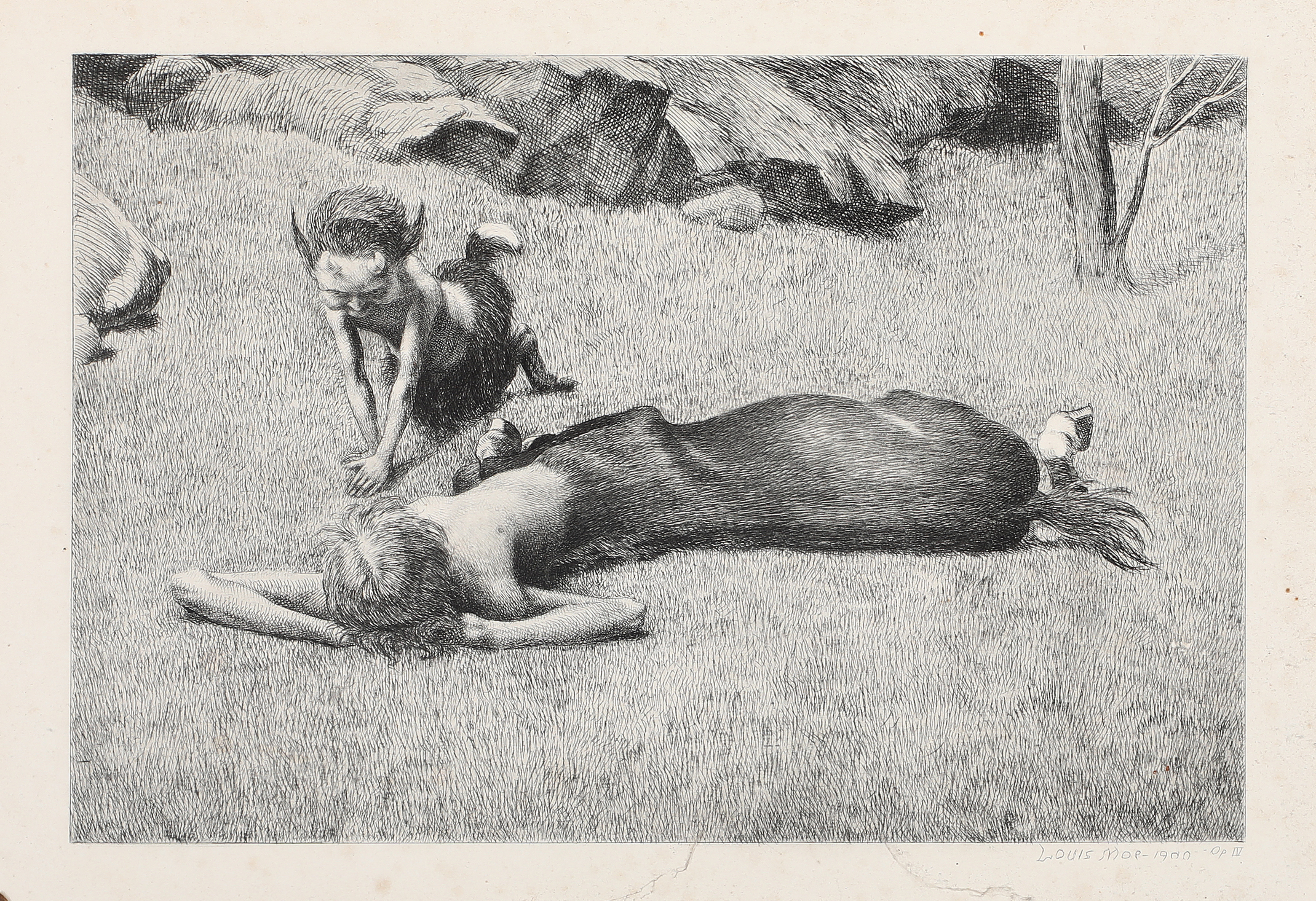
Leg (Jeu), eau-forte, 1900 (coll. priv.).

Au début du XXe siècle, il est un artiste reconnu dans toute la Scandinavie pour ses dessins, illustrations, gravures et lithographies, en particulier pour sa série Moes billedbøger. Selon le Norsk kunstnersleksikon, ses illustrations d'animaux, paysages et créatures mystiques et enfants gracieux « varient de l'idyllique à l'étrange, de la mélancolie à l'humour débridé, du grotesque à la grâce, de l'imaginaire à l'imaginaire ». Son style fin est proche de l'art nouveau typique de cette époque, rappelant Walter Crane en Grande-Bretagne et Elsa Beskow en Suède.
Louis Moe illustre aussi les événements survenus pendant la Première Guerre mondiale. Il obtient la nationalité danoise en 1919.

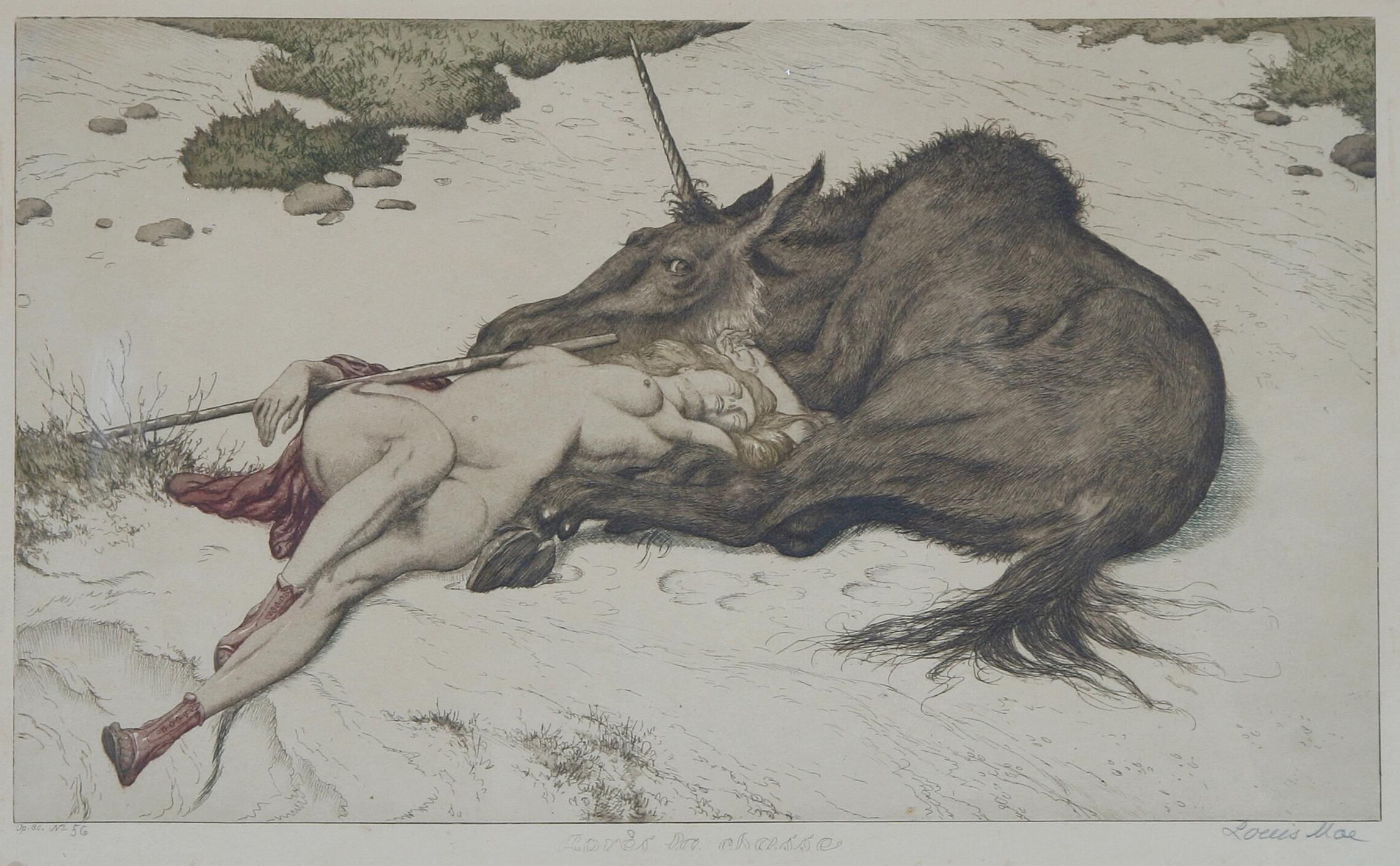
Efter Jagten (Après la chasse), 1919.

À partir des années 1910 et 1920, Louis Moe est influencé par le mouvement symboliste, en particulier par Max Klinger. C'est le cas dans ses œuvres de cette époque, notamment dans l'eau-forte Eve, la Mort et les races passées (1920). Le registre change : ses sujets sont érotiques, avec des femmes nues en compagnie d'animaux, de morts ou de monstres.
Nouveau changement de registre vers 1930, Moe traitant principalement des sujets de la mythologie nordique (Ragnarok, 1929 et Valkyrjen, 1931). Il représente des scènes de bataille destructrices, le ton est mélancolique ; il se montre affecté par la situation politique de l'époque.
Louis Moe meurt le 23 octobre 1945 à Copenhague,.

## Œuvre

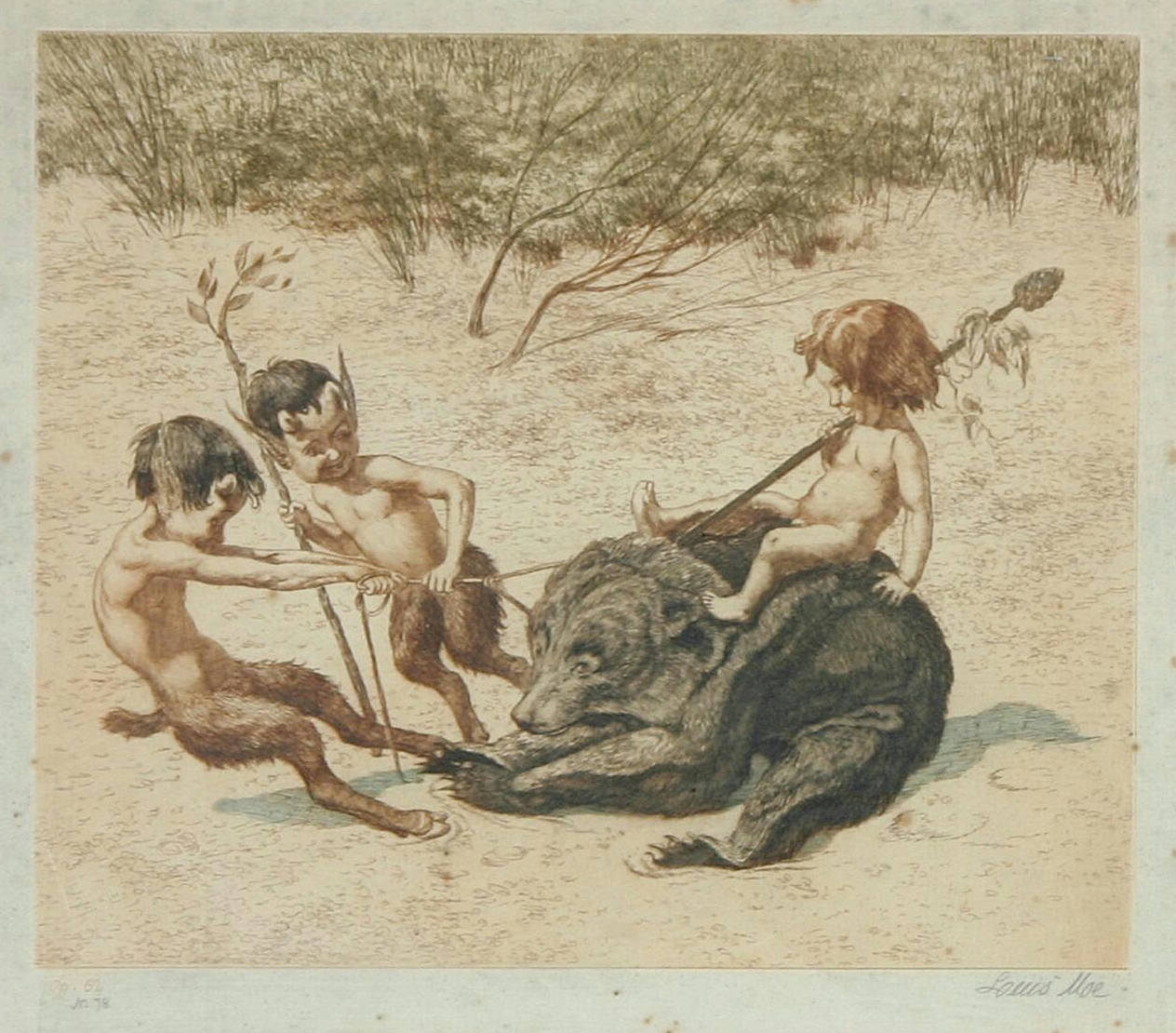
Lille Bakkusoptog, 1913.

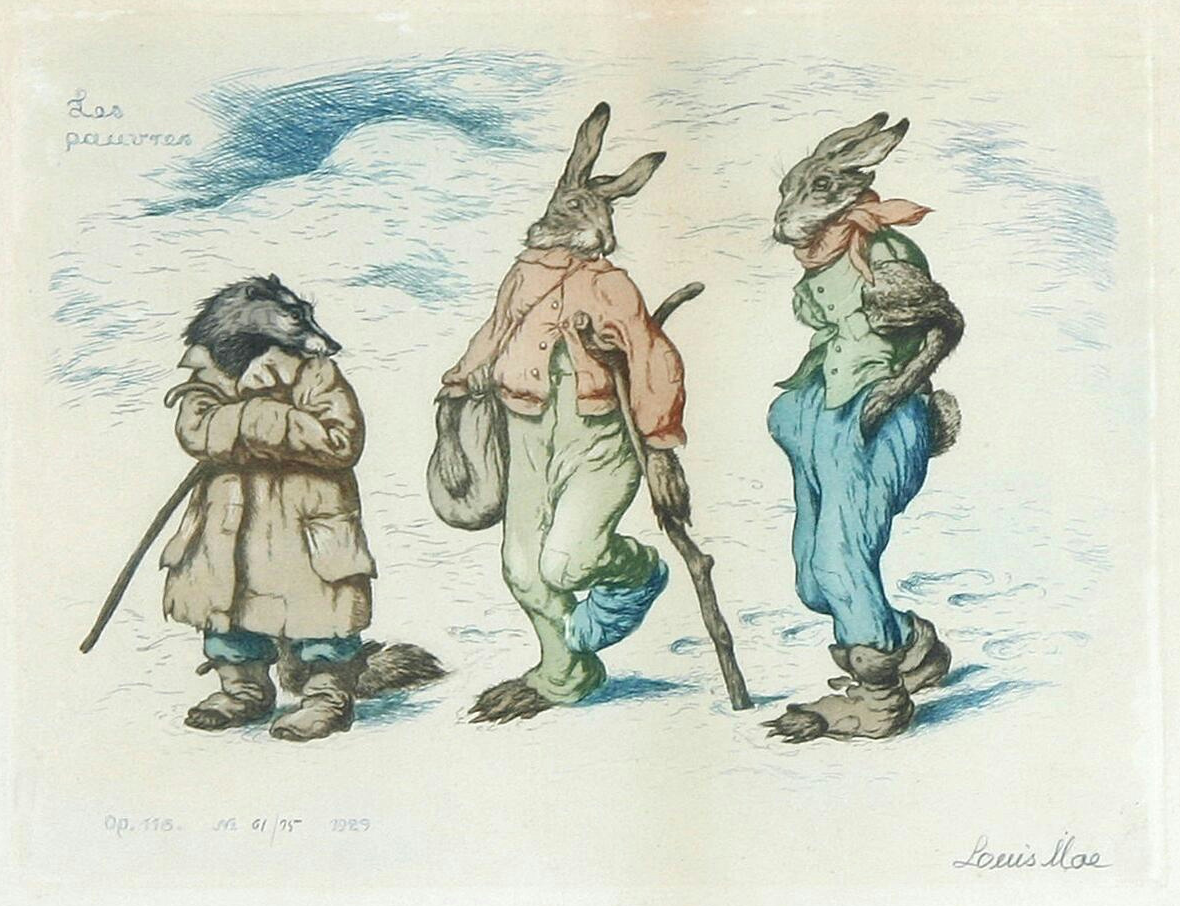
Les Pauvres, 1929.

Louis Moe est principalement connu pour ses illustrations et son œuvre gravé. Il commence l'eau-forte en 1900 puis la lithographie en 1905 et réalise notamment de nombreux ex-libris, des couvertures de livre et des vignettes.
Louis Moe a beaucoup écrit et illustré de livres de contes pour enfants avec la maîtrise du détail du peintre animalier et la vision du fantastique derrière chacune de ses œuvres. Il devient une référence de la littérature d'enfance et de jeunesse dès les années 1890, et ses illustrations sans texte préfigurent la bande dessinée.
Son premier ouvrage sur des sujets mythologiques est S. Tvermose-Thyregod : Oldemoders Fortælling om Nordens Guder (1890). Il se fait aussi plus tard remarquer pour son « œuvre majeure », remarquée pour sa puissance et son imaginativité, Ragnarok. En Billeddigtning (1929). Il a aussi illustré par de nombreux dessins la Geste des Danois de Saxo Grammaticus, traduit du latin par son compatriote Frederik Winkel Horn, ainsi que le roman La saga d'Orvar Odd, une aventure romanesque dans l'ancien Nordique d'Adam Gottlob Oehlenschläger. 
Il a par ailleurs occasionnellement travaillé pour la Manufacture royale de porcelaine de Copenhague.

### Peinture
Principaux tableaux :

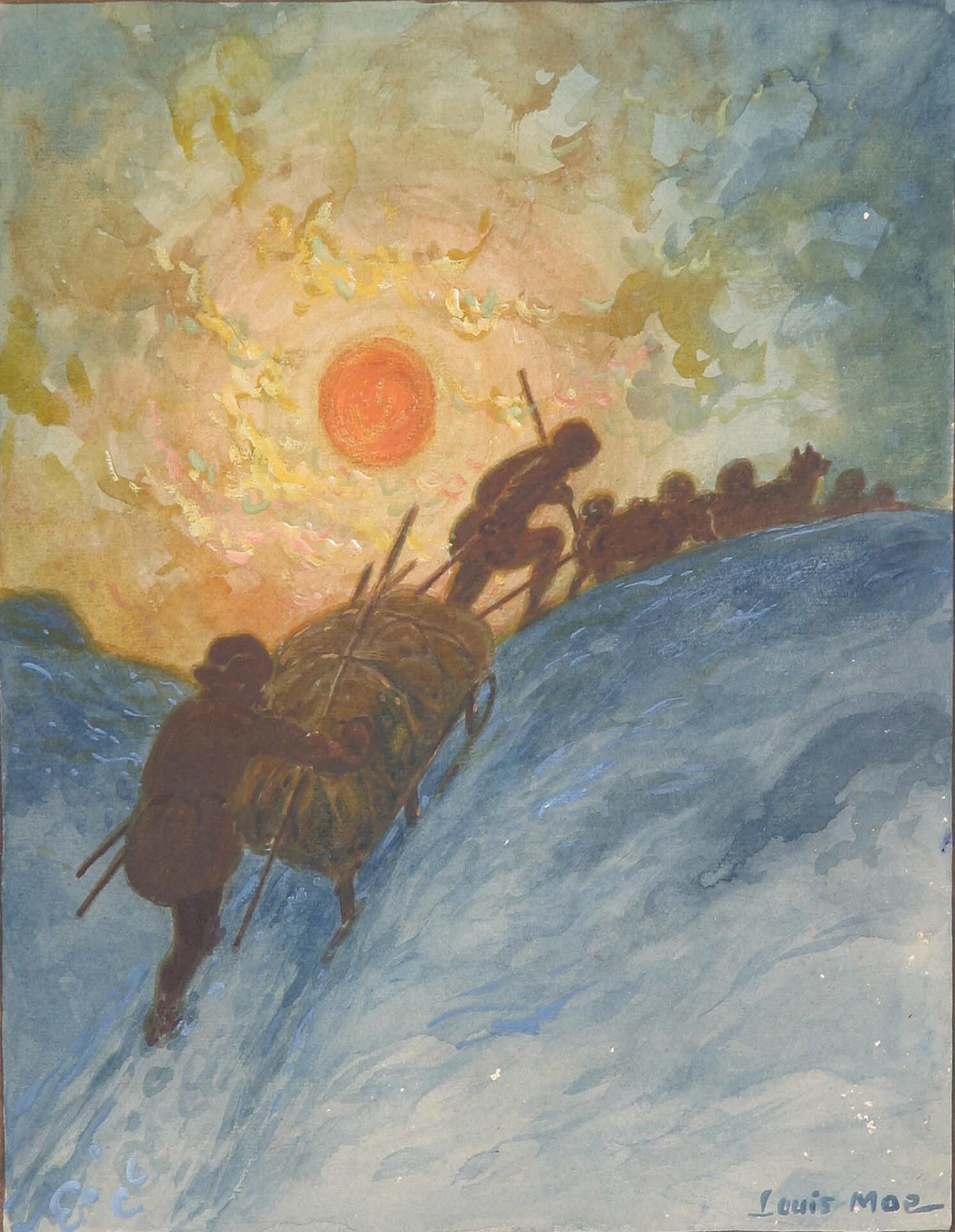
Grønlandsk aftenstemning med fangere og hunde, coll. priv., n. d.

- Havet bringer Arendal sine rikdommer, 1882[5]
- Portrettgruppe (1887)[1]
- Jætteætt (1888)[1]
- September Eftermiddag ved Vestfjorden (1890)[1]
- Bondepige fra Norges Vestkyst (1891)[1]
- Et Drageoffer (1894)[1]

### Gravure
- Bjørnen og Døden, eau-forte, 1900
- Valpurgis-Morgen, eau-forte, 1908
- Skønhedet afvæbner Kritikken, lithographie, 1911
- Bakkantinde, Bjørn og Havuhyre, lithographie, 1916
- Eve, la Mort et les races passées (titre original en français), eau-forte, 1920
- Kæmpende Satyrer, eau-forte, 1922

Lithographies
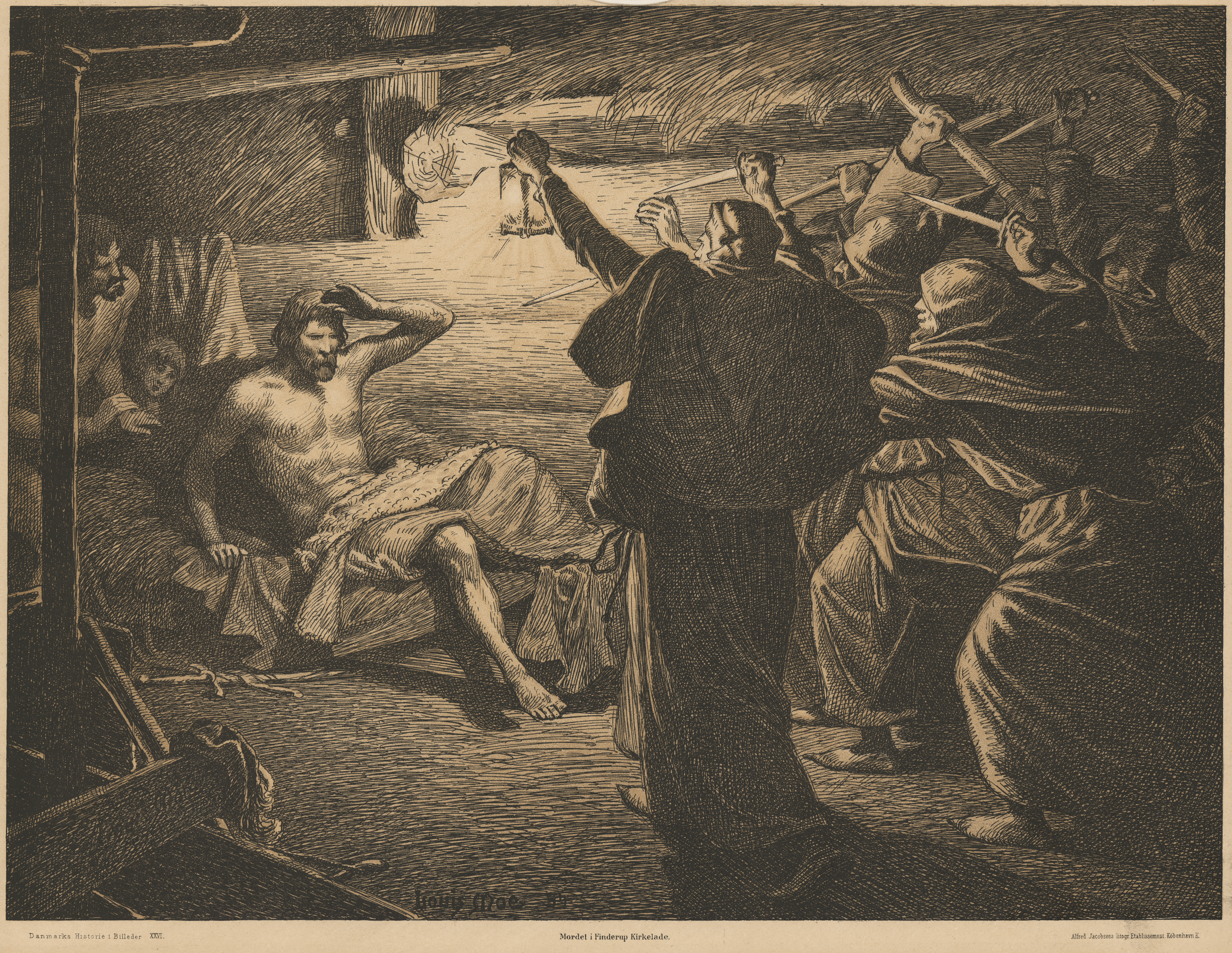
Mordet i Finderup Kirkelade, 1898.
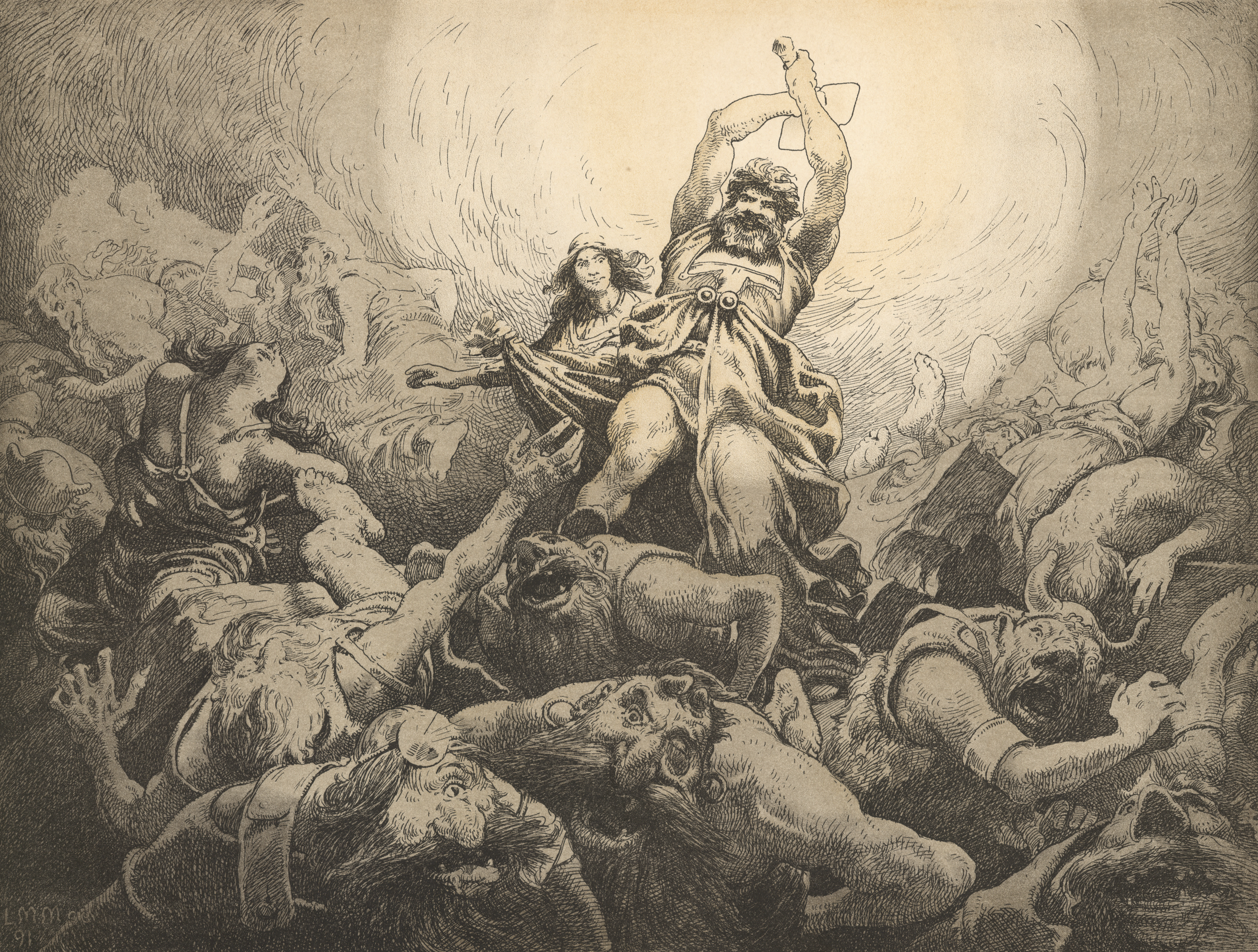
Tor hos Trym, 1898.
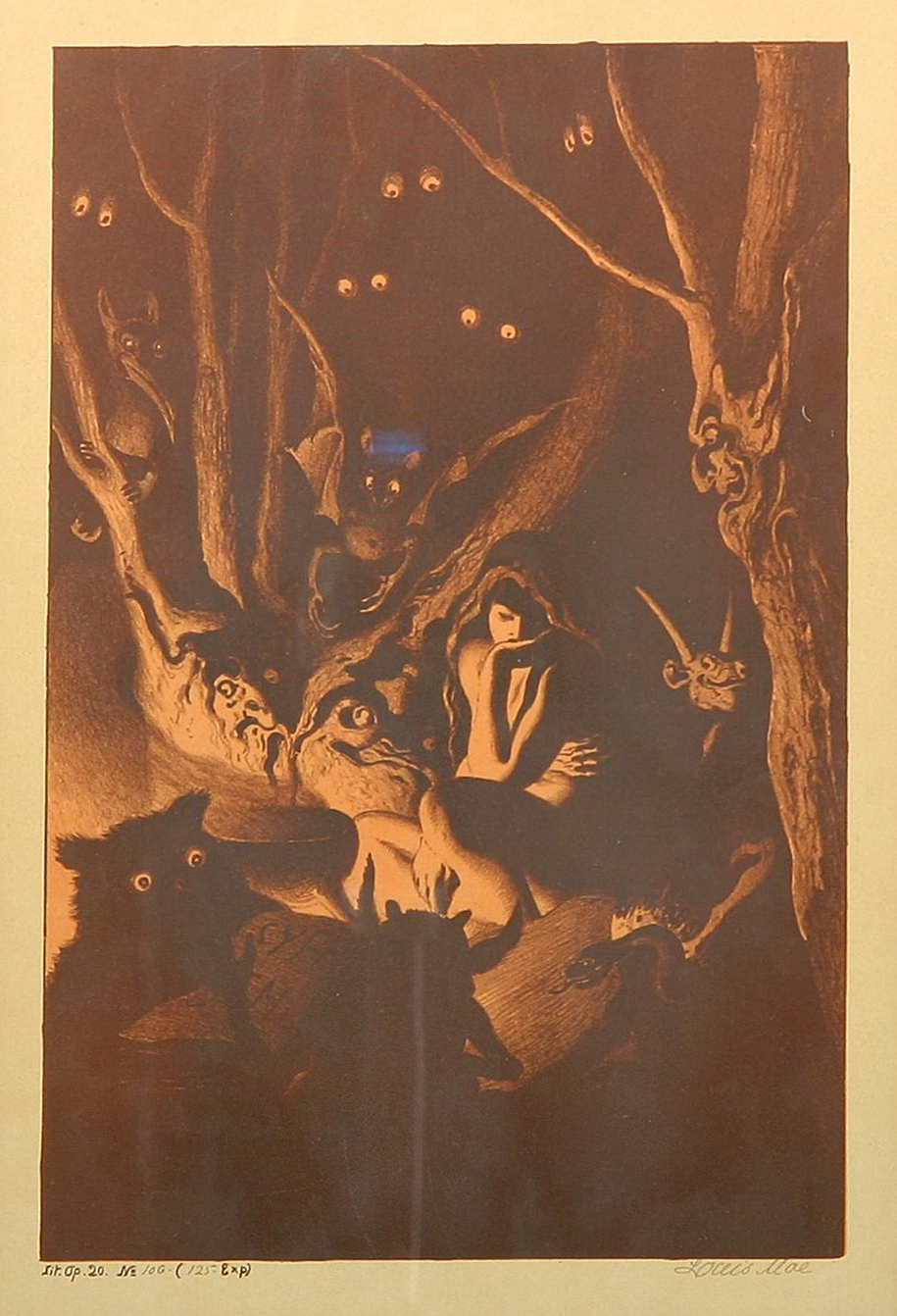
Cyprianus, 1916.
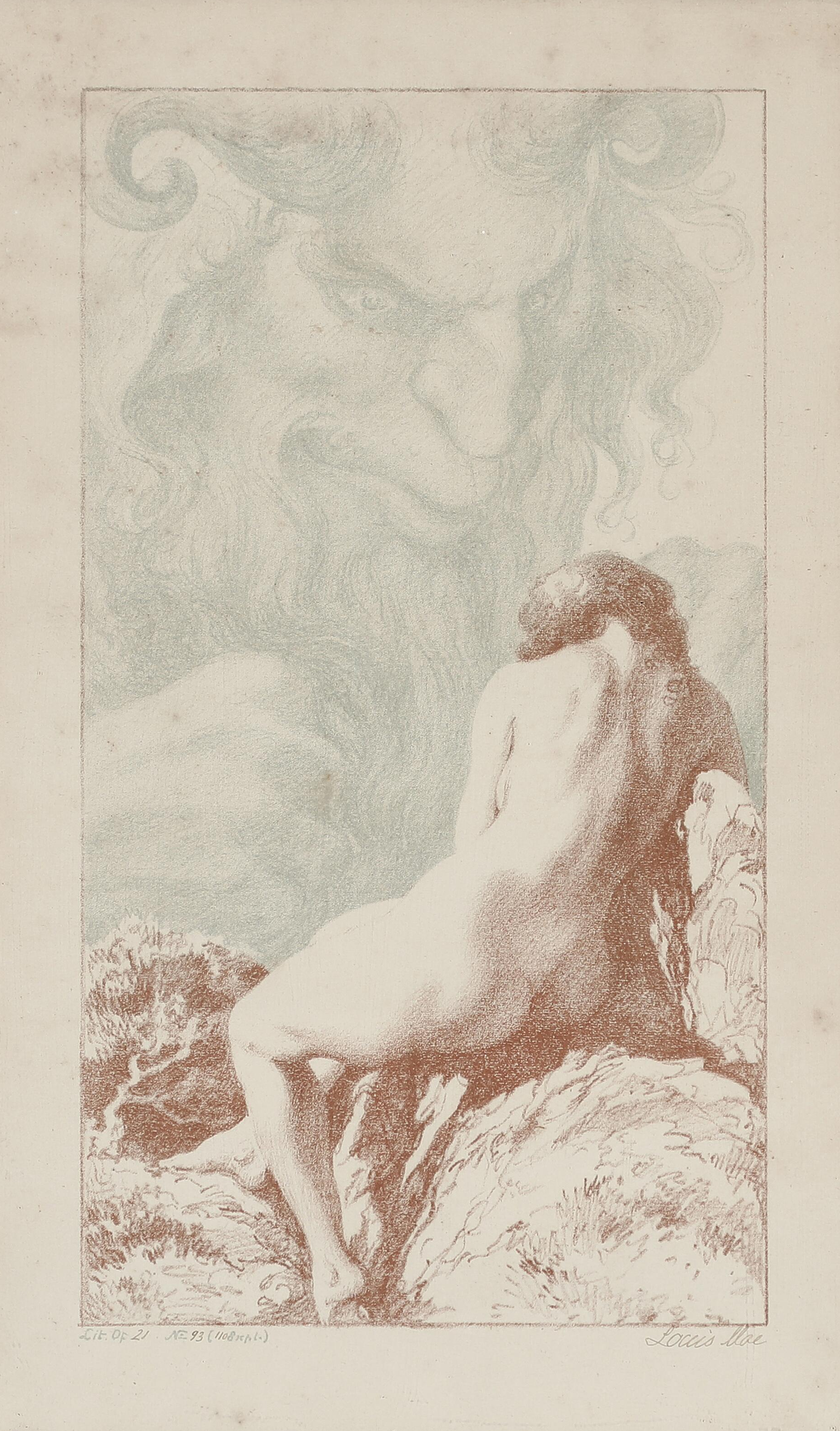
Pan og Jorden, 1916.

Eaux-fortes
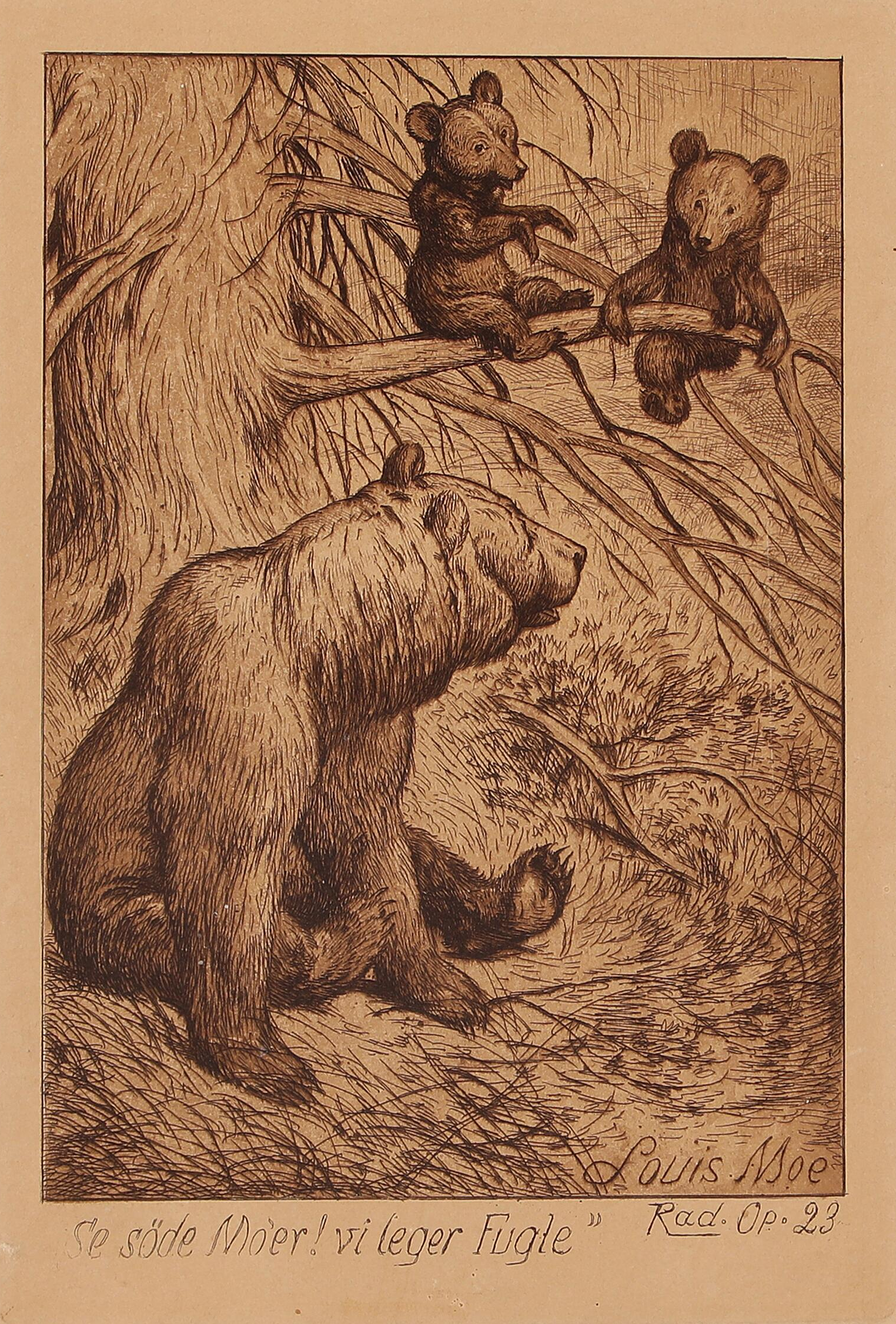
Se söde Moer! vi leger Fugle, 1904.
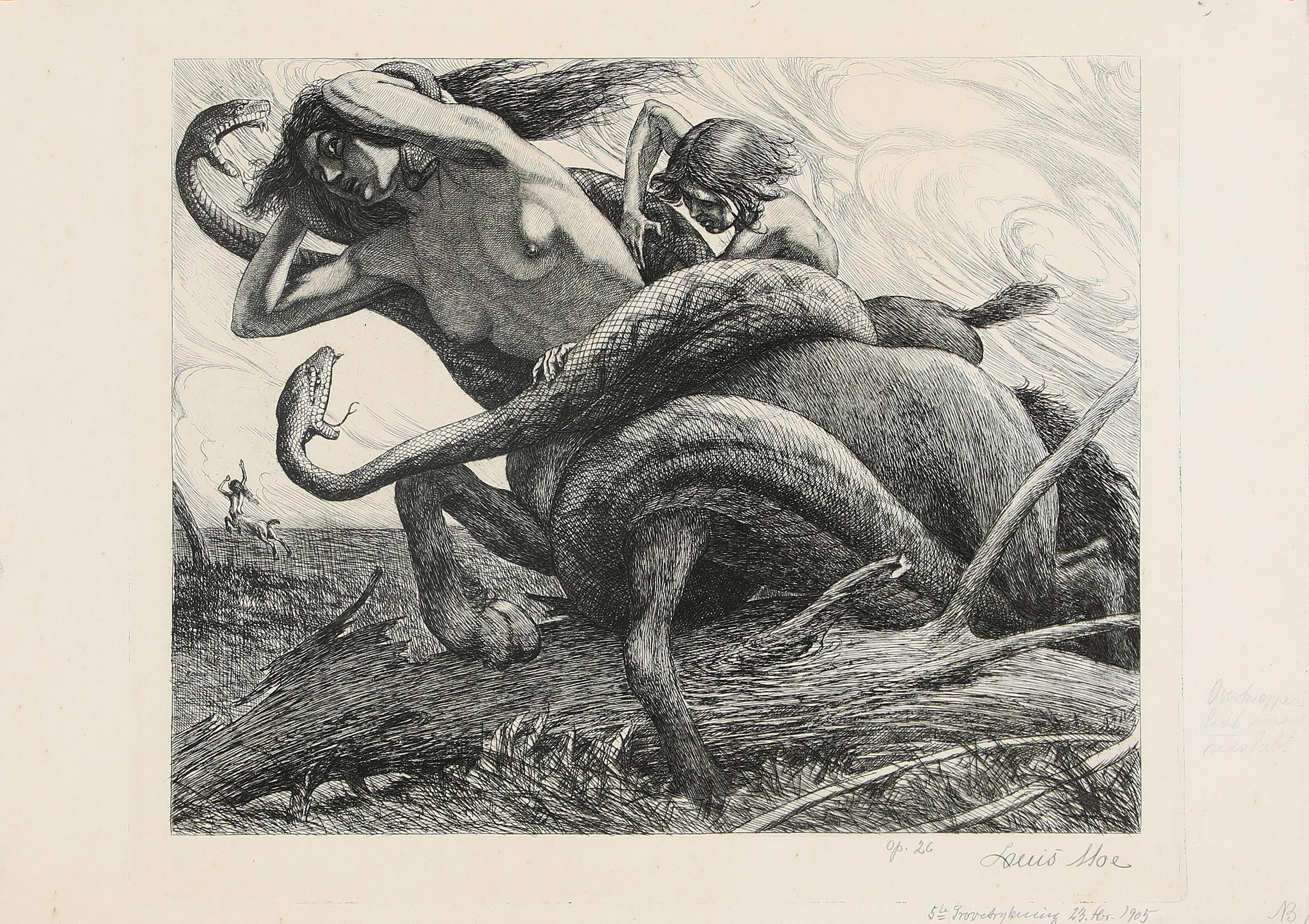
Hydra, 1905.
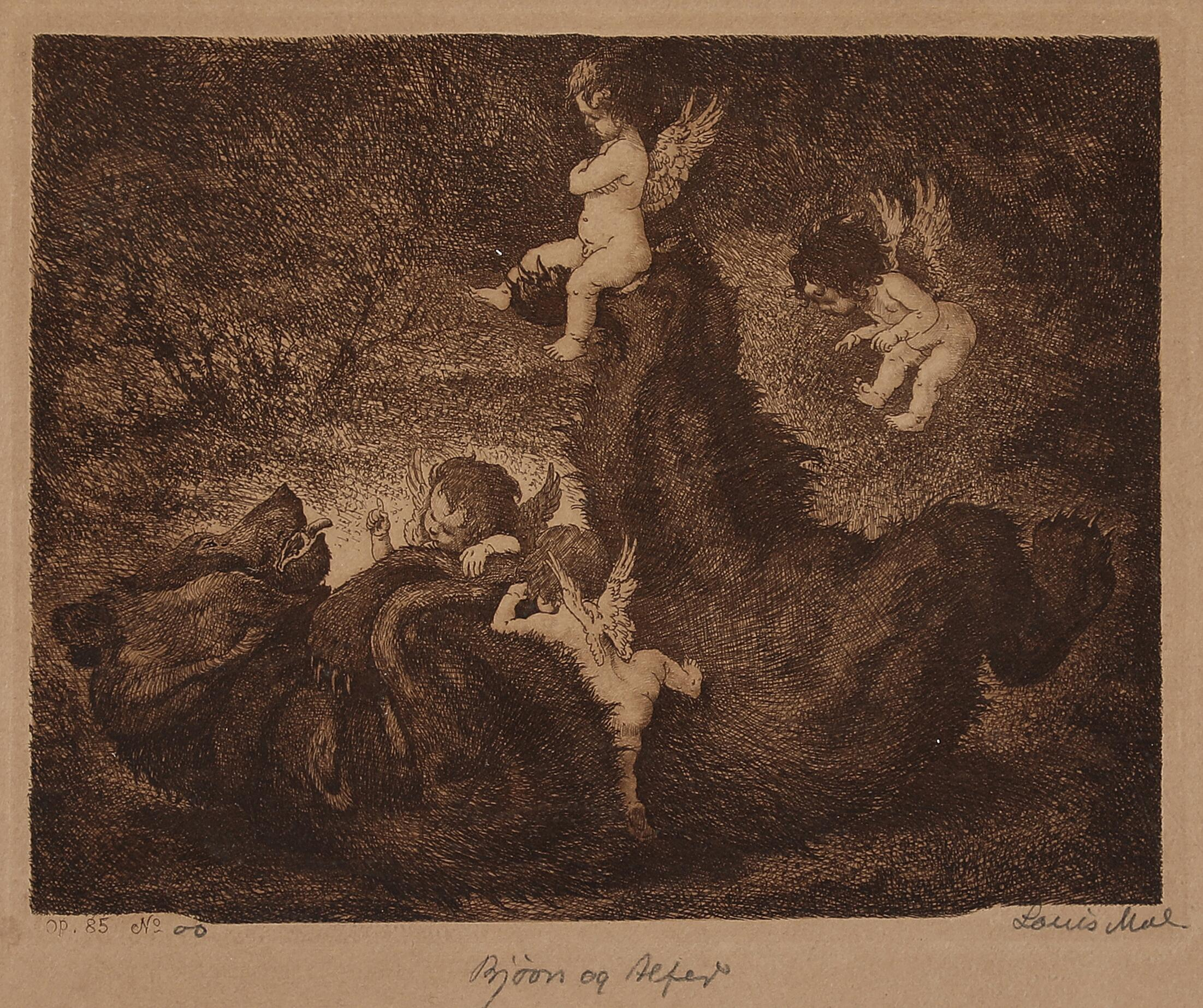
Capriccio[a], 1922.

### Ouvrages

Ragnarok, illustration avec une lithographie en couleur (1898).

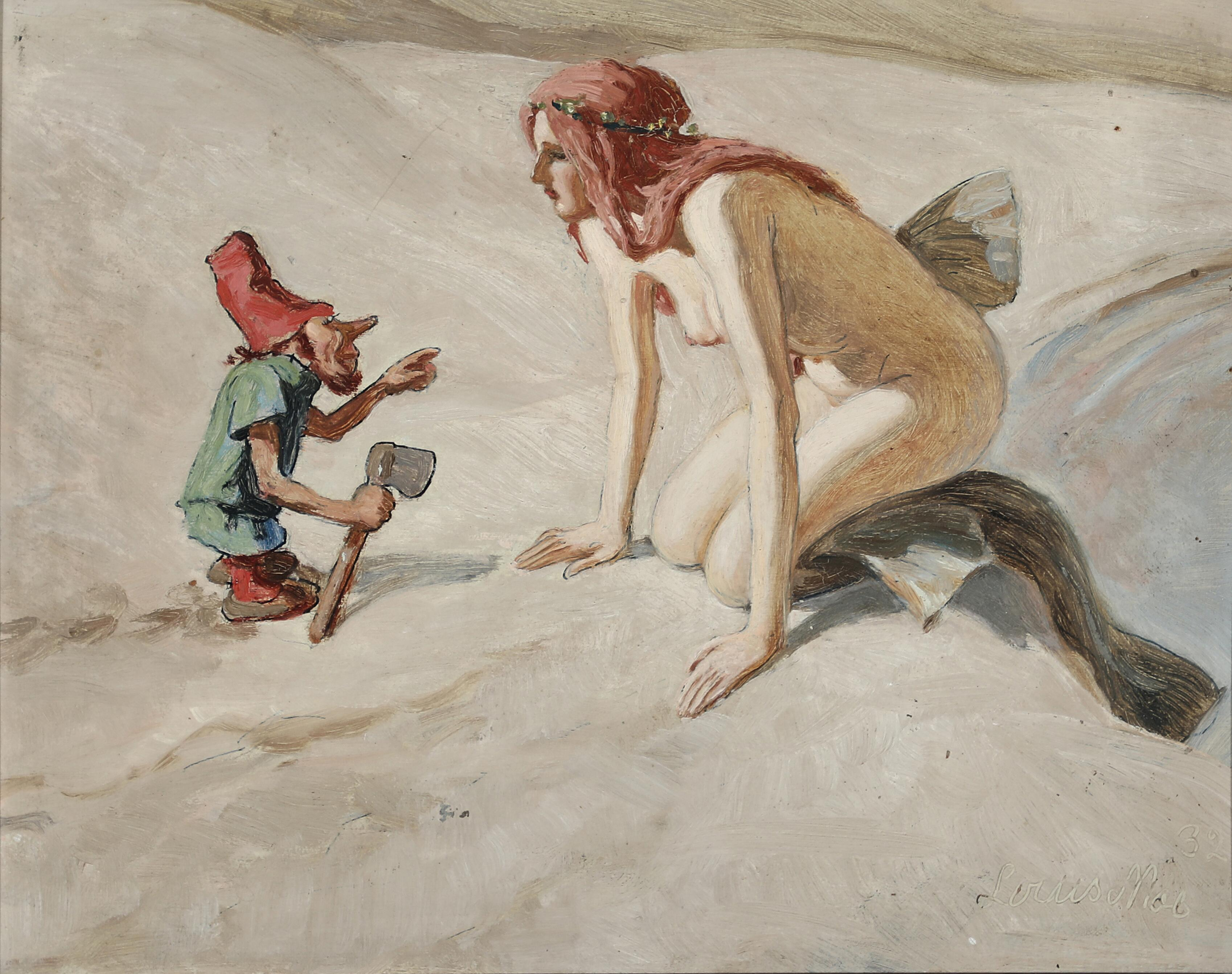
Havfrue og nisse i samtale, dessin à l'huile et au crayon sur carton (1932).

Ouvrages publiés dont il est l'auteur et illustrateur, :
- Norske Billedbøger (livres d'images norvégiens), vol. 1 et 2, Bergen, 1892
- Billedbøger (livres d'images), 10 vol., 1898–1905
- Gamle Børnerim og Lege med nye Billeder (Anciennes comptines et jeux avec de nouvelles images), Christiania (Danemark), 1901
- Langt, langt borte i Skoge! (Loin, très loin dans la forêt !), Christiania, 1904
- Min egen Billedbog (Mon propre livre d'images), Copenhague, 1919
- Brumle-Bumle og andre muntre billedhistorier for barn (Brumle-Bumle et autres contes illustrés joyeux pour enfants), Christiania, 1921
- Muntre billedhistorier for barn (Histoires illustrées joyeuses pour enfants), Christiania, 1921
- I fest hos Storkongen (Faire la fête avec le Grand Roi[b]), Christiania, 1929
- Ragnarok, en billeddigtning, Copenhague, 1929
- Valkyrien. Romantisk billeddigtning, Copenhague, 1931
- Troldebogen (Arc de gobelin), Copenhague, 1966

Il a illustré de nombreux autres ouvrages, dont des listes sont dressées par le Norsk kunstner leksikon et le Norsk biografisk leksikon.

## Expositions

### Expositions personnelles
- Musée des Arts décoratifs d'Oslo, 1904, 1934[1]

### Expositions collectives
- Høstutstillingen (no) (exposition d'automne), à Oslo (de 1886 à 1891)[1]
- Exposition de printemps de Charlottenborg, à Copenhague (de 1885 à 1909, puis de 1911 à 1942)[1]
- Bruxelles, 1910
- Den illustrerte Norske bok 1900-1950 (Le livre illustré norvégien de 1900 à 1950), au Musée des Arts décoratifs d'Oslo, au Musée des arts décoratifs de Norvège occidentale (no) de Bergen et au Musée national des arts décoratifs de Trondheim, 1950[1]

## Conservation des œuvres
- Danemark
  - Musée des Travailleurs (da), Copenhague[2],[1]
  - Fuglsang Kunstmuseum (da), Lolland[2]
  - KØS - Museum for kunst i det offentlige rum (da), Køge[2]
  - Ordrupgaard, Copenhague[2]
  - Randers Kunstmuseum, Randers[2]
  - Ribe Kunstmuseum (da), Ribe[2]
  - Statens Museum for Kunst, Copenhague[2]
  - Struer Museum (da), Struer[2]
  - Museum Sønderjylland (da), Åbenrå[2]
  - Vejle Kunstmuseum (da), Vejle[2]

- Norvège
  - Galerie nationale d'Oslo, Oslo[1]
  - Collection Rasmus Meyers, au musée d'art de Bergen, Bergen[1]

## Prix et reconnaissance
- Médaille d'or à Bruxelles, 1910[1]
- Chevalier de l'Ordre de Dannebrog, 1931[1]